# Aisne
Aisne este un departament în nordul Franței, situat în regiunea Hauts-de-France. Este unul dintre departamentele originale ale Franței create în urma Revoluției din 1790. Este numit după râul omonim care traversează departamentul.

## Localități selectate

### Prefectură
- Laon

### Sub-prefecturi
- Château-Thierry
- Saint-Quentin
- Soissons
- Vervins

### Alte orașe
- Villers-Cotterêts

### Alte localități
- Voulpaix

## Diviziuni administrative
- 5 arondismente;
- 42 cantoane;
- 816 comune;